# 郭伯权
郭伯权（1961年10月—），陕西省礼泉县人。1983年3月参加工作，1987年加入中国共产党。中华人民共和国政治人物。拥有中共陕西省委党校研究生学历。前中国共产党中央军事委员会副主席郭伯雄的胞弟。

## 生平
郭伯权曾在陕西省礼泉县任职近20年，历任礼泉县新时乡信用分社会计，礼泉县史德镇武装干事、县以劳养武办公室副主任，礼泉县赵镇镇长、党委书记，礼泉县城建局局长，礼泉县副县长等职。2002年离开礼泉县之后，郭伯权历任陕西省彬县县委副书记、县长，陕西省江河水库管理局（省渭河流域管理局）党委书记，陕西省人民防空办公室副主任，渭南市委常委、副市长等职。2013年2月，任陕西省民政厅厅长、党组书记，陕西省老龄工作委员会办公室主任。据《星岛日报》报道郭伯权在担任縣長时期有句口頭禪是：“我能和軍委副主席說上話，陕西省省長能嗎”。
2015年5月，陕西省委巡视组在对陕西省民政厅的巡视中发现，“陕西省救灾中心”建设中存在改变“项目”建设用途，违规挪用资金8967.64万元，国有资产损失严重及部分工作人员办公室面积超标准等问题；擅自在筹建“救灾中心项目”中，修建“经济适用房项目”，厅级领导干部住房面积超标；陕西省国家救灾物资储备中心财务管理混乱，严重违反财务制度，人员管理松弛，发现存在违反中央八项规定的问题。2015年5月29日，中纪委机关报《中国纪检监察报》刊发题为《遏制伸向救灾资金的“黑手”》的文章，明确指出“我国刑法明确规定，挪用国家用于救灾、抢险、防汛、优抚、扶贫、移民、救济款物，情节严重，致使国家和人民群众利益遭受重大损害的行为，构成挪用特定款物罪，须给予严惩。” 2015年9月28日，陕西省十二届人大常委会第22次会议提请免去郭伯权陕西省民政厅厅长职务。2015年10月12日，陕西省政府免去郭伯权的陕西省老龄工作委员会办公室主任（兼）职务。
2015年11月，任陕西省政府参事室（省文史研究馆）党组副书记、省文史馆馆长。2017年7月，不再担任。

## 家族
- 郭伯雄 （胞兄）
- 郭正钢 （侄子）